# Пишек, Йошт
Йошт Пишек (словен. Jošt Pišek; род. 10 марта 2002, Трбовле) — словенский футболист, полузащитник клуба «Домжале».

## Клубная карьера
Пишек — воспитанник клуба «Домжале». 22 июля 2020 года в матче против «Триглава» он дебютировал в чемпионате Словении. В начале 2021 года Пишек на правах аренды перешёл в «Доб». 20 марта в матче против «Крка» он дебютировал во Второй лиге Словении. 14 августа в поединке против «Кршко» Йошт забил свой первый гол за «Доб». По окончании аренды Пигек вернулся в Домжале. 22 октября 2022 года в поединке против «Марибора» Йошт забил свой первый гол за «Домжале».